# Ониани, Тариэл Гурамович
Тариэл Гурамович Ониани (груз. ტარიელ გურამის ძე ონიანი, известный также по прозвищу Таро и по фамилии Мулухов; род. 2 июня 1958 в Луджи, Лентехи) — криминальный деятель и предприниматель грузинского происхождения, «вор в законе». Один из лидеров «кутаисской преступной группировки».

## Биография
По одним данным, родился в селе Луджи (под посёлком Лентехи), по другим — в шахтёрском городке Ткибули. По происхождению сван.
Его отец работал на шахте и погиб во время обвала. Как утверждают СМИ, это послужило причиной того, что Тариэл не избрал для себя профессию отца.
В 17 лет был судим за разбой и кражу, был в колониях восемь раз (в том числе за разбойные нападения, ношение оружия, наркотики и вымогательство). Предположительно, в конце 1970-х годов был коронован как «вор в законе». По данным «Коммерсантъ», в 1980-е считался самым авторитетным «вором» в Москве. В 1990-х переехал в Париж, затем в Испанию, где занимался строительным бизнесом.
В 2005 году испанские правоохранительные органы провели одну из крупнейших в Европе полицейских операций «Оса». Более 400 полицейских с использованием бронетранспортёров и вертолётов провели около 50 обысков в Барселоне, Аликанте, на курортах Марбельи, Фуэнхиролы, Бенальмадены и Торремолиноса, где находились объекты Ониани. Самому Ониани удалось скрыться, однако полиция задержала его 12-летнюю дочь. Алимжан Тохтахунов (по кличке «Тайванчик») по поводу операции отметил: «Я не сказал бы, что он плохой человек, — он бизнесмен с хорошими связями».
В апреле 2006 года Ониани ходатайствовал о получении гражданства России, которое было удовлетворено, и обосновался в Москве (см. также ниже ). В июле 2008 года милиция задержала 50 криминальных авторитетов (из них 39 «воров в законе»), проводивших собрание на теплоходе в Пироговском водохранилище. По данным СМИ, среди задержанных были грузинские «воры в законе», сторонники Ониани.
В 2009 году пресса утверждала, что Тариэл Ониани мог быть причастен к покушению на криминального авторитета Вячеслава «Япончика» Иванькова.
20 апреля 2010 года начался суд над Тариэлом Ониани и двумя его сообщниками, Сергеем Абутидзе и Алексеем Зубаревым. Всех троих обвиняли в похищении и избиении уроженца Грузии Джонни Манагадзе, которого похитили в марте 2009 года на Смоленской площади у гостиницы «Золотое кольцо», избили битой и потребовали от семьи Манагадзе 500 тысяч долларов в качестве выкупа: через трое суток Ониани, Абутидзе и Зубарев освободили Манагадзе, получив 218 тысяч долларов из части выкупа.
19 июля суд приговорил Тариэла Ониани к 10 годам лишения свободы. Его адвокат заявил, что процесс над Таро был проведён с нарушениями законности.
16 сентября в Москве на Тверской улице было совершено покушение на криминального авторитета Аслана Усояна, известного под прозвищем «Дед Хасан». По одной из версий, распространённых в СМИ, покушение явилось следствием криминальных разборок между Хасаном и Таро.
В марте 2011 года российские власти экстрадировали Ониани в Испанию по просьбе правоохранительных органов этой страны.
16 января 2013 год в центре Москвы был убит вор в законе Аслан Усоян, больше известный в криминальном мире как Дед Хасан. Киллер расстрелял Усояна из автомата «ВАЛ» со встроенным глушителем (используется в спецвойсках), когда тот выходил из ресторана «Старый Фаэтон» Оперативники считают, что Дед Хасан стал жертвой старого конфликта с представителями конкурирующей преступной группировки, которой руководит Тариэл Ониани.
9 апреля 2019 года освобождён из колонии «Чёрный дельфин» в Оренбургской области. По его собственному заявлению, собирался переехать в Турцию, так как по решению суда, после освобождения его должны были депортировать из России. Однако 23 октября 2019 года он был экстрадирован в Испанию. 8 октября 2021 года освобождён из испанской тюрьмы после отбытия срока заключения.

### Гражданство
В 2010 году был лишён российского гражданства и с тех пор является лицом без гражданства. В августе 2018 года МВД признало его пребывание на территории России нежелательным.

## Семья
Дочь — Гванца (род. 1993). Сын Буба, учился в Британской международной школе и лондонской Cass Business School, позже вернулся в Москву; работал в международной корпорации Citigroup.

## Комментарии
1. ↑  По другим данным, родился в 1958 году в Ткибули[3]